# Rosalind Wiseman
Rosalind Wiseman é uma educadora parental norte-americana e autora de várias publicações. Queen Bees and Wannabes: Helping Your Daughter Survive Cliques, Gossip, Boyfriends, and Other Realities of Adolescence, um livro best-seller do The New York Times lançado em 2002, foi a base da comédia de êxito Mean Girls (2004). Uma versão revisada de Queen Bees and Wannabees foi lançada a 13 de Outubro de 2009. Wiseman é também a criadora do Owning Up Curriculum, um programa que ensina estudantes e educadores a tomar responsabilidade como bullies, perpetuadores e vítimas de comportamento não-ético.

## Obras
- Queen Bees & Wannabes: Helping Your Daughter Survive Cliques, Gossip, Boyfriends & Other Realities of Adolescence, (2003), ISBN 1-4000-4792-7 ISBN 978-1400047925
- Queen Bee Moms & King Pin Dads: Dealing with the Parents, Teachers, Coaches, and Counselors Who Can Make—or Break—Your Child's Future, (2006), ISBN 1-4000-8300-1
- Owning Up Curriculum: Empowering Adolescents to Confront Social Cruelty, Bullying, and Injustice, (2009), ISBN 0-87822-609-5 ISBN 978-0878226092
- Queen Bees & Wannabes: Helping Your Daughter Survive Cliques, Gossip, Boyfriends, and the New Realities of Girl World, (2009), ISBN 0-307-45444-4 ISBN 978-0307454447
- Boys, Girls & Other Hazardous Materials, (2010), ISBN 0-399-24796-3 ISBN 978-0399247965
- Masterminds and Wingmen: Helping Our Boys Cope with Schoolyard Power, Locker-Room Tests, Girlfriends, and the New Rules of Boy World, (2013), ISBN 978-0-307-98665-8